# Weppersdorf
Weppersdorf è un comune austriaco di 1 798 abitanti nel distretto di Oberpullendorf, in Burgenland; ha lo status di comune mercato (Marktgemeinde). Nel 1971 ha inglobato i comuni soppressi di Kalkgruben e Tschurndorf.